# Godegårdsarkivet
Godegårdsarkivet är ett större gårdsarkiv som sedan 1952 förvaras i Nordiska museet.
Arkivet omfattar Godegårds bruk i nordvästra Östergötland. Det innehåller handlingar från 1700-talets senare del till 1920. I arkivet finns brukets räkenskaper, en stor brevsamling från släkten Grill samt handlingar från Svenska Ostindiska kompaniet.